# عبد القادر خان (سياسي)
عبد القادر خان (بالبنغالية: আবদুল কাদের খান)‏ هو سياسي بنغلاديشي، ولد في 1952. حزبياً، نشط في الحزب الوطني البنغلاديشي. وقد انتخب عضو مجلس الأمة البنغلاديشي ‏.